# Альтан, Михаэль Фридрих фон
Михаэль Фридрих фон Альтан (нем. Michael Friedrich von Althann), также известен под венгерским именем Михай Фридьеш Альтан (венг. Althan Mihály Frigyes); 20 июля 1682, Глац (совр.Клодзко), королевство Богемия — 20 июня 1734, Вац, королевство Венгрия — венгерский кардинал и политик Габсбургской монархии. Епископ Ваца с 27 июня 1718 по 20 июня 1734. Вице-король Неаполя с 19 мая 1722 по 31 июля 1728. Камерленго Священной Коллегии кардиналов с 17 февраля 1729 по 8 февраля 1730. Кардинал-священник с 29 ноября 1719, с титулом церкви Санта-Сабина со 16 сентября 1720 по 20 июня 1734.

## Биография
Родился 20 июля 1682 года в городе Глац (совр. Клодзко). Происходил из аристократической графской семьи Альтан, его отцом был Михаэль Венцель фон Альтан, ландесхауптман графства Глац. Обучался в Пражском университете, где защитил доктораты по каноническому праву и теологии.
4 января 1718 года назначен епископом Ваца императором Карлом VI, эту кафедру он занимал до смерти. 27 июня того же года Рим утвердил его кандидатуру на пост епископа, а 25 июля 1718 года состоялась епископская хиротония.
На консистории 29 ноября 1719 года объявлен кардиналом, стал кардиналом-священником с титулом Санта-Сабины. С 1720 по 1722 год представлял интересы Священной Римской империи при Святом Престоле. Способствовал тому, что в 1722 году епархия Вены была повышена в статусе до архиепархии.
19 мая 1722 года император Карл VI назначил фон Альтана вице-королём Неаполя, поскольку по результатам войны за испанское наследство с 1713 года Неаполитанское королевство попало под австрийское правление. Фон Альтан занимал этот пост до 1728 года, когда в результате интриг при императорском дворе был вынужден подать в отставку и вернуться в Вац.
7 февраля 1729 года избран на пост камерленго Коллегии кардиналов, который занимал до 8 февраля 1730 года. Принимал участие в конклавах 1721, 1724 и 1730 годов, избиравших соответственно Иннокентия XIII, Бенедикта XIII и Климента XII.
Умер 20 июня 1734 год в Ваце. Был похоронен в местном кафедральном соборе.